# Balenrejo
Balenrejo is een bestuurslaag in het regentschap Bojonegoro van de provincie Oost-Java, Indonesië. Balenrejo telt 3297 inwoners (volkstelling 2010).